# Мірафлорес-де-ла-Сьєрра
Мірафлорес-де-ла-Сьєрра (ісп. Miraflores de la Sierra) — муніципалітет в Іспанії, у складі автономної спільноти Мадрид. Населення — 5934 особи (2010).
Муніципалітет розташований на відстані близько 43 км на північ від Мадрида.
На території муніципалітету розташовані такі населені пункти: (дані про населення за 2010 рік)
- Лос-Ендріналес: 103 особи
- Мірафлорес-де-ла-Сьєрра: 5758 осіб
- Ормігалес-і-Касабланка: 38 осіб
- Лас-Уельгас: 2 особи
- Росерільйос-і-Ель-Карраскаль: 0 осіб
- Сан-Блас - Лос-Кольядільйос: 33 особи

## Демографія
Динаміка населення (INE ):

## Галерея зображень

Розташування муніципалітету у автономній спільноті Мадрид
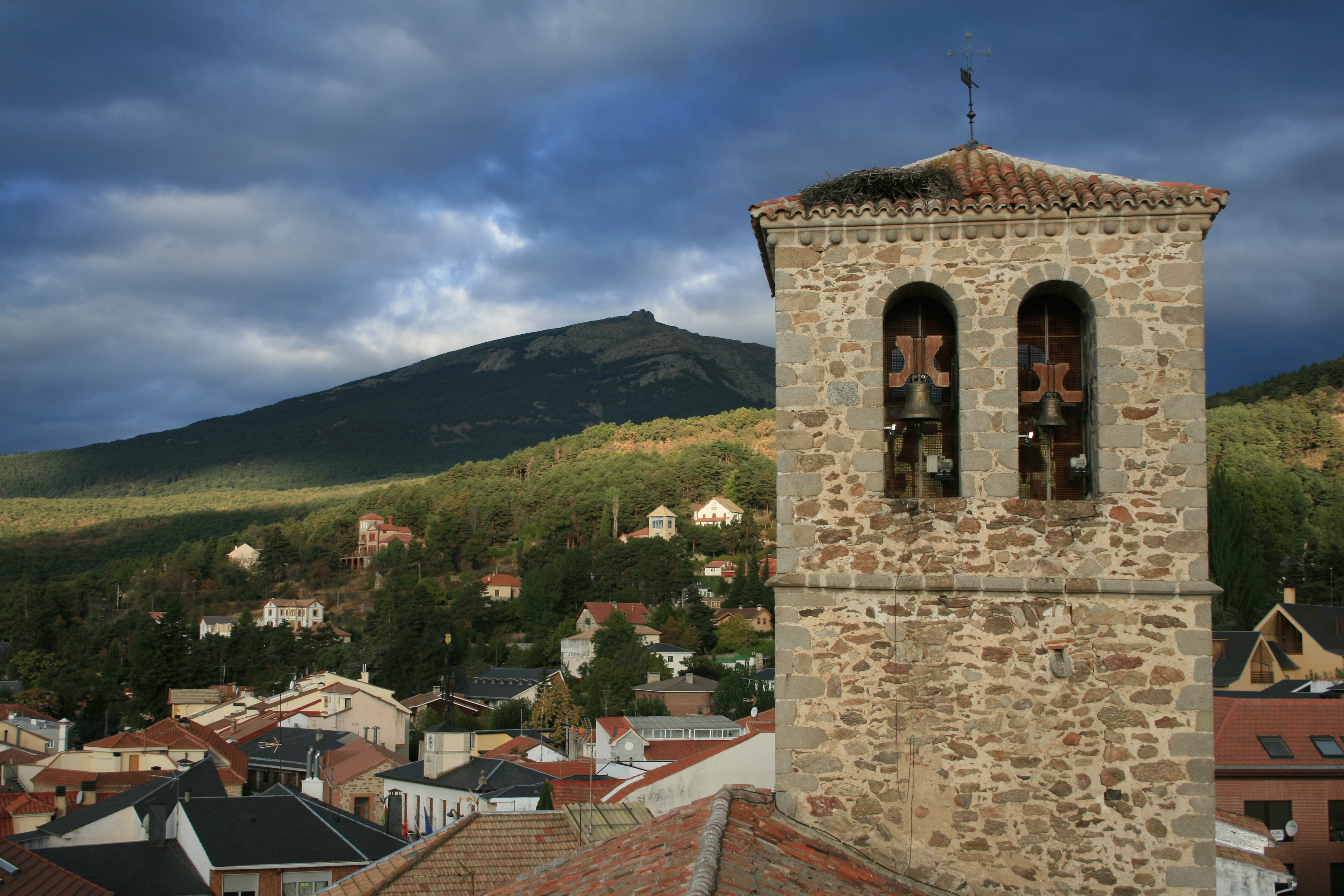
Церква, Мірафлорес-де-ла-Сьєрра